# Sur la route de Madison
Pour plus de détails, voir Fiche technique et Distribution.
Sur la route de Madison (The Bridges of Madison County) est un film américain réalisé par Clint Eastwood et sorti en 1995. Il s'agit d'une adaptation du roman du même nom de Robert James Waller, best-seller paru en 1992.

## Synopsis
Michael et Carolyn Johnson arrivent à la ferme de leur mère décédée, Francesca, dans l'Iowa, pour régler sa succession. Ils sont choqués d'apprendre que Francesca désire être incinérée et que ses cendres soient dispersées du haut du pont Roseman plutôt que d'être enterrée avec son mari, Richard.
Michael refuse d'abord. Alors que sa sœur et lui fouillent le coffret de leur mère, ils trouvent une enveloppe contenant des photographies, des lettres et une clef. Les photographies sont des clichés de Francesca pris au pont Holliwell et les lettres sont signées d'un homme nommé Robert Kincaid, tandis que la clef ouvre le trousseau de mariage de Francesca. Il contient, parmi d'autres souvenirs, trois journaux intimes, de vieux appareils photo, un livre et plusieurs magazines National Geographic, l'un d'entre eux présentant les ponts couverts du comté de Madison : dans celui-ci se trouve une photo de Robert Kincaid portant le pendentif de Francesca.
Michael et Carolyn lisent les journaux intimes de Francesca : en 1965, Francesca, alors épouse de guerre italienne, reste à la maison tandis que son mari et ses deux enfants adolescents partent à la foire pendant quatre jours. Robert Kincaid, photographe pour National Geographic, chargé de photographier les ponts couverts du comté, arrive à la ferme des Johnson et demande son chemin. Francesca monte avec lui en voiture pour le guider. Commence alors une idylle de quatre jours.
Francesca raconte en détail la liaison et son influence sur sa vie et sur celle de Robert, espérant que Michael et Carolyn comprennent et honorent sa dernière requête. Francesca et Robert tombent désespérément amoureux et s'enfuient presque ensemble. Francesca, emprisonnée dans un mariage sans passion, n'est pas capable d'abandonner ses enfants encore adolescents et son mari, loyal. Malgré son amour pour Robert, elle se demande si leur relation aurait pu durer. Robert, ému par leur brève rencontre, parvient à trouver un nouveau sens à sa vie et à son art, tandis que Francesca parvient à survivre à la ferme grâce à ses souvenirs.
Après la mort de son mari, Francesca tente de contacter Robert, apprend qu'il a quitté le magazine et que personne ne sait où il est. Trois ans plus tard, elle apprend la mort de Robert, qui lui a légué ses effets personnels, et dont les cendres ont été dispersées au pont Roseman.
Michael et Carolyn, traversant eux-mêmes des difficultés dans leur mariage, sont profondément émus par l'histoire de Francesca. Michael retrouve sa famille au motel et demande à sa femme s'il la rend heureuse, tandis que Carolyn se décide à demander le divorce à son mari. Ils honorent le vœu de la défunte en dispersant ses cendres du haut du pont Roseman.

## Fiche technique
- Titre original : The Bridges of Madison County
- Titre français : Sur la route de Madison
- Réalisation : Clint Eastwood
- Scénario : Richard LaGravenese d'après le roman du même nom de Robert James Waller
- Musique : Lennie Niehaus
- Photographie : Jack N. Green
- Décors : Jeannine Oppewall
- Costumes : Colleen Kelsall
- Montage : Joel Cox
- Production : Clint Eastwood et Kathleen Kennedy
- Sociétés de production : Amblin Entertainment, Malpaso Productions et Warner Bros.
- Société de distribution : Warner Bros.
- Pays de production :  États-Unis
- Langue originale : anglais
- Formats :  Couleur - 1,85:1 - son DTS - 35 mm
- Genres : drame, romance
- Durée :  135 minutes
- Budget : 22 000 000 USD[2]
- Dates de sortie[3] :
  - États-Unis, Canada : 2 juin 1995
  - France : 6 septembre 1995
- Affiche : Bill Gold (États-Unis)

## Distribution
- Clint Eastwood (VF : Alain Doutey) : Robert Kincaid
- Meryl Streep (VF : Frédérique Tirmont) : Francesca Johnson
- Victor Slezak (VF : Renaud Marx) : Michael Johnson
- Christopher Kroon : Michael, enfant
- Annie Corley (VF : Emmanuelle Bondeville) : Carolyn Johnson
- Sarah Kathryn Schmitt : Carolyn, enfant
- Jim Haynie (VF : Jean-Claude Sachot) : Richard Johnson
- Phyllis Lyons : Betty
- Debra Monk : Madge
- Michelle Benes : Lucy Redfield

## Production

### Développement
En 1991, Amblin Entertainment — société de production fondée par Steven Spielberg — achète les droits du roman de Robert James Waller pour 25 000 dollars, avant même la publication du roman.
La réalisation du film est d'abord proposée à Sydney Pollack, puis à Ronald Bass, qui refusent à cause de la qualité des premiers scénarios. Le troisième scénario, écrit par Richard LaGravenese, dans lequel l'histoire est racontée du point de vue de Francesca, est retenu par Clint Eastwood, pressenti très tôt pour interpréter le personnage masculin principal, et par Steven Spielberg, qui a pour projet de faire de Sur la route de Madison son prochain film après La Liste de Schindler, alors en postproduction. Quand Steven Spielberg décide de se retirer de la réalisation, il demande alors à Bruce Beresford, qui refuse quand tous les producteurs préfèrent le scénario de LaGravenese à celui qu'il propose.
Robert James Waller recommande Isabella Rossellini dans le rôle de Francesca parmi une liste d'actrices dans laquelle se trouvent Anjelica Huston, Jessica Lange, Mary McDonnell, Cher et Susan Sarandon. Clint Eastwood, malgré la réticence de Steven Spielberg, recommande cependant Meryl Streep.

### Tournage
Le tournage se déroule dans l'Iowa, notamment à Winterset, dans le comté de Madison, et à Adel, dans le comté de Dallas, sur quarante-deux jours, entre septembre et novembre 1994. Le film est tourné chronologiquement du point de vue de Francesca.

## Accueil
Il a été très bien reçu par la critique, recueillant 90 % de critiques positives, avec un score moyen de 7,2/10 et sur la base de 39 critiques collectées, sur le site internet Rotten Tomatoes. Il obtient un score de 66/100, sur la base de 21 critiques, sur Metacritic. Les  Cahiers du cinéma le classe au 4e rang de leur liste des meilleurs films de 1995.
Le film a rapporté 182 016 617 $ au box-office mondial, dont 71 516 617 $ aux États-Unis. C'est le 21e meilleur film au box-office 1995 au Canada et aux États-Unis. En France, il enregistre 1 457 496 entrées en salles (22e meilleur résultat au box-office annuel français).

## Distinctions
Sauf mention contraire, cette liste provient d'informations de l'Internet Movie Database.

### Récompenses
- Blue Ribbon Award du meilleur film étranger en 1996.
- BMI Award de la meilleure musique de film en 1996.
- Kinema Junpo Award du meilleur réalisateur d'un film étranger en 1996.
- Prix du film Mainichi : Prix du choix des lecteurs du meilleur film étranger en 1996.

### Nominations
- Oscar de la meilleure actrice pour Meryl Streep en 1996.
- Golden Globes du meilleur film dramatique et de la meilleure actrice dans un film dramatique (Meryl Streep) en 1996.
- César du meilleur film étranger en 1996.
- Award of the Japanese Academy du meilleur film étranger en 1996.
- Screen Actors Guild Award de la meilleure actrice dans un premier rôle pour Meryl Streep en 1996.